# Sadaichi Matsunaga
Sadaichi Matsunaga (松永 貞市?, Matsunaga Sadaichi; Prefettura di Saga, 25 aprile 1892 – 2 dicembre 1965) è stato un ammiraglio giapponese, attivo durante la seconda guerra mondiale.
Arruolatosi nella Marina imperiale giapponese nel 1913, si specializzò nel 1919-1920 in artiglieria navale. Nei primi anni venti servì su naviglio leggero e dal 1924 sull'incrociatore da battaglia Hiei: capitano di corvetta nel 1925, passò allo stato maggiore del 3º Distretto navale (Sasebo) e tra 1927 e 1929 ebbe il comando dei cacciatorpediniere Kaki e Kisaragi. Negli anni trenta approfondì le proprie competenze lavorando in svariati stati maggiori, viaggiò all'estero e tenne comandi anche fuori dal Giappone, per lo più nei Distretti di guardia stabiliti dalla marina imperiale sull'isola di Formosa e in Corea, ottenendo nel 1935 la nomina a capitano di corvetta. Tra la fine degli anni trenta e l'inizio dei quaranta servì nell'area cinese e come comandante di unità aeree in patria; contrammiraglio nel novembre 1940, gli fu affidata nel gennaio 1941 la 22ª Flottiglia aerea.
Matsunaga è ricordato soprattutto per aver diretto l'attacco di questa unità che cagionò l'affondamento della Prince of Wales e della Repulse, un grande successo dell'aviazione giapponese appena all'inizio della guerra nel Pacifico. Tra il maggio 1942 e la fine del 1943 ritornò a compiti di retrovia e addestramento in patria; a inizio 1944, da poco viceammiraglio, divenne comandante della 27ª Flottiglia aerea di stanza a Iwo Jima, che fu distrutta il 23 giugno. Matsunaga non ebbe da allora alcun comando operativo e tenne per lo più incarichi addestrativi. Dopo la resa ufficiale del Giappone, lasciò la marina. Si spense nel dicembre 1965.

## Biografia

### Primi anni in marina
Sadaichi Matsunaga nacque il 25 aprile 1892 nella prefettura di Saga. Entrò nell'Accademia navale di Etajima come alunno della 41ª classe, si diplomò il 19 dicembre 1913 (ottavo su 118 allievi) e con la qualifica di aspirante guardiamarina fu assegnato all'incrociatore corazzato Adzuma, passando l'11 agosto 1914 a bordo del pari classe Iwate. Riconosciuto guardiamarina il 1º dicembre, il 1º settembre 1916 fu riassegnato alla nave da battaglia Iwami di preda bellica russa. Con la promozione a sottotenente di vascello iniziò, il 1º dicembre, a frequentare il Corso base alla Scuola d'artiglieria navale e dal 1º giugno 1917 il Corso base alla Scuola siluristi: il 1º dicembre 1917, terminatili, fu imbarcato sulla moderna nave da battaglia Fuso con la quale rimase cinque mesi, poiché dal 1º maggio al 1º ottobre 1918 lavorò come assistente allo stato maggiore della 2ª Flotta per Compiti speciali. Servì quindi in successione sul cacciatorpediniere di seconda classe Katsura e dal 5 agosto 1919 sulla nave da battaglia Settsu. Il 1º dicembre di quell'anno ottenne la nomina a tenente di vascello e iniziò a frequentare il Corso avanzato alla Scuola d'artiglieria.

### Anni venti e trenta
Il giovane Matsunaga terminò gli studi un anno esatto più tardi e fu destinato nuovamente al Katsura; il 1º dicembre 1921 passò al cacciatorpediniere di seconda classe (o di scorta) Kaki, sul quale rimase un anno circa. Il 10 novembre 1922 fu scelto come aiutante presso il 3º Distretto navale con quartier generale a Sasebo e, al contempo, gli fu notificata la sua integrazione nello stato maggiore del suddetto distretto. Il 1º dicembre 1924 tornò in mare come vicecapo cannoniere sull'incrociatore da battaglia Hiei e l'anno successivo, promosso capitano di corvetta, riprese il posto allo stato maggiore del 3º Distretto navale, ricoprendolo a lungo. Il 1º dicembre 1927, per la prima volta nella sua carriera, ebbe il comando di un'unità da guerra, il cacciatorpediniere Kaki; il 1º novembre 1929 assunse il controllo del cacciatorpediniere Kisaragi.
Il 1º dicembre 1930 Matsunaga ricevette la nomina a capitano di fregata e fu riassegnato allo stato maggiore del Distretto di Guardia di Mako (entità amministrativa con forze navali leggere per il controllo delle acque dell'Isola di Formosa), allo stato maggiore delle isole Pescadores e allo stato maggiore di Keelung, tutte località di Formosa. Il 15 settembre 1932 fu richiamato e divenne per un breve periodo attendente allo stato maggiore generale e al Ministero della marina, quindi il 1º novembre fu definitivamente trasferito allo stato maggiore dell'Ufficio degli Affari navali (Ministero della marina), dove lavorò due anni. Portato al grado di capitano di vascello il 15 novembre 1934, fu attendente allo stato maggiore generale per un mese, partendo poi per un viaggio negli Stati Uniti e in Europa: fece ritorno in Giappone nel 1935 inoltrato e il 7 ottobre prese il comando della petroliera di squadra Sunosaki, alla quale seguì dal 25 aprile 1936 l'incrociatore leggero Isuzu. Prima della fine dell'anno, il 1º dicembre, assunse il comando ad interim di una forza da difesa e poi, il 1º dicembre 1937, divenne capo di stato maggiore del Distretto di Guardia di Chinkai, con responsabilità estesa alle coste coreane.

### La seconda guerra mondiale
Il 15 novembre 1939 Matsunaga fu sostituito dal contrammiraglio Nishizō Tsukahara alla testa del Distretto di Chinkai. In patria fu nominato attendente allo stato maggiore generale della marina, assistente presso lo stato maggiore dell'Unità da base ausiliaria dislocata sull'isola di Hainan e membro dello stato maggiore dell'Ufficio per Compiti speciali distaccato sulla medesima isola: il 15 gennaio 1940 assunse la direzione di quest'ultimo ufficio. Il triplice ruolo detenuto su Hainan ebbe termine il 15 ottobre 1940, quando fu assegnato allo stato maggiore della Flotta dell'Area cinese come assistente, incarico di breve durata dato che già il 1º novembre fu rimpiazzato dalla nomina a comandante della 2ª Unità aerea combinata; il 15 novembre ebbe inoltre la promozione a contrammiraglio. Il 15 gennaio 1941 fu scelto quale nuovo comandante della 22ª Flottiglia aerea: essa formava assieme alla 21ª e 23ª Flottiglia aerea il grosso dell'11ª Flotta aerea, agli ordini del viceammiraglio Tsukahara e operante nel Sud-est asiatico.
Al comando di questa unità Matsunaga partecipò alla prima vittoriosa fase della guerra nell'Oceano Pacifico; in particolare, i suoi piloti attaccarono e affondarono la nave da battaglia HMS Prince of Wales e l'incrociatore da battaglia HMS Repulse il 10 dicembre 1941, coronando il successo dell'attacco di Pearl Harbor con la distruzione delle uniche unità maggiori britanniche in Estremo Oriente mediante l'esclusivo utilizzo delle forze aeree, che peraltro persero solo quattro velivoli nell'operazione. Dal 15 maggio 1942 Matsunaga fu ridislocato alla testa della 12ª Unità aerea combinata, che comandò per oltre un anno. Il 25 giugno 1943 divenne per breve tempo attendente allo stato maggiore generale, quindi il 1º settembre fu nominato capo di stato maggiore del 1º Distretto navale (Yokosuka): mentre ricopriva questo incarico, il 1º novembre 1943 fu portato al rango di viceammiraglio.
Il 1º marzo 1944 il viceammiraglio Matsunaga ebbe ordine di recarsi sull'isola di Iwo Jima e prendere il comando della 27ª Flottiglia aerea lì dislocata, nel quadro della riorganizzazione della linea di difesa oceanica contro la duplice avanzata statunitense dal Pacifico sud-occidentale e dal Pacifico centrale. La posizione rimase relativamente tranquilla fino al 23 giugno 1944, quando il viceammiraglio Joseph Clark condusse di propria iniziativa le sue forze (Task group 58.1: due portaerei di squadra, due portaerei leggere, tre incrociatori pesanti, uno leggero, quattordici cacciatorpediniere) per impedire ai giapponesi di inviare da Iwo Jima e Chichi-jima rinforzi alle isole Marianne, attaccate a metà del mese. La flotta statunitense fu avvistata poco prima che facesse decollare gli aerei e Matsunaga lanciò nel corso della giornata tre attacchi, conclusisi tutti con pesanti perdite e nessun risultato: Iwo Jima stessa fu bombardata. A sera, egli contò la distruzione di oltre ottanta velivoli, dei quali sessantasei in volo.
Sollevato dal comando e posto come attendente allo stato maggiore generale il 10 agosto, il 15 fu eletto comandante sia delle Unità aeree combinate d'addestramento, sia dell'11ª Unità aerea combinata: erano posizioni lontane dai combattimenti e che si occupavano di formare i piloti. Tuttavia, già il 1º settembre cedette il secondo ruolo, rimpiazzato dal posto di attendente presso il Comando aereo navale. Dal 1º marzo 1945 fu attendente allo stato maggiore generale e dal 6 giugno diresse il 2º Arsenale tecnico: qui lo trovò la fine della guerra, il 15 agosto.

### Ritiro e morte
Matsunaga lasciò la marina imperiale il 30 settembre 1945, alcune settimane dopo la resa formale dell'Impero giapponese. Ritiratosi a vita privata, morì il 2 dicembre 1965 all'età di 73 anni.